# فنجاني غير مرئي التبويغ
فنجاني غير مرئي التبويغ (الاسم العلمي: Peziza praetervisa) هو نوع من الفطريات يتبع جنس الفنجاني من فصيلة الفنجانية.

## الموطن والتوزع
فنجاني غير مرئي التبويغ هو نوع من الفطريات التي تنمو على نطاق واسع في شكل مجموعات متناثرة على الأراضى المحروقة، وغالباً ما توجد على بقايا نيران المخيمات القديمة. توجد في أوروبا وأمريكا الشمالية.